# Antroxu

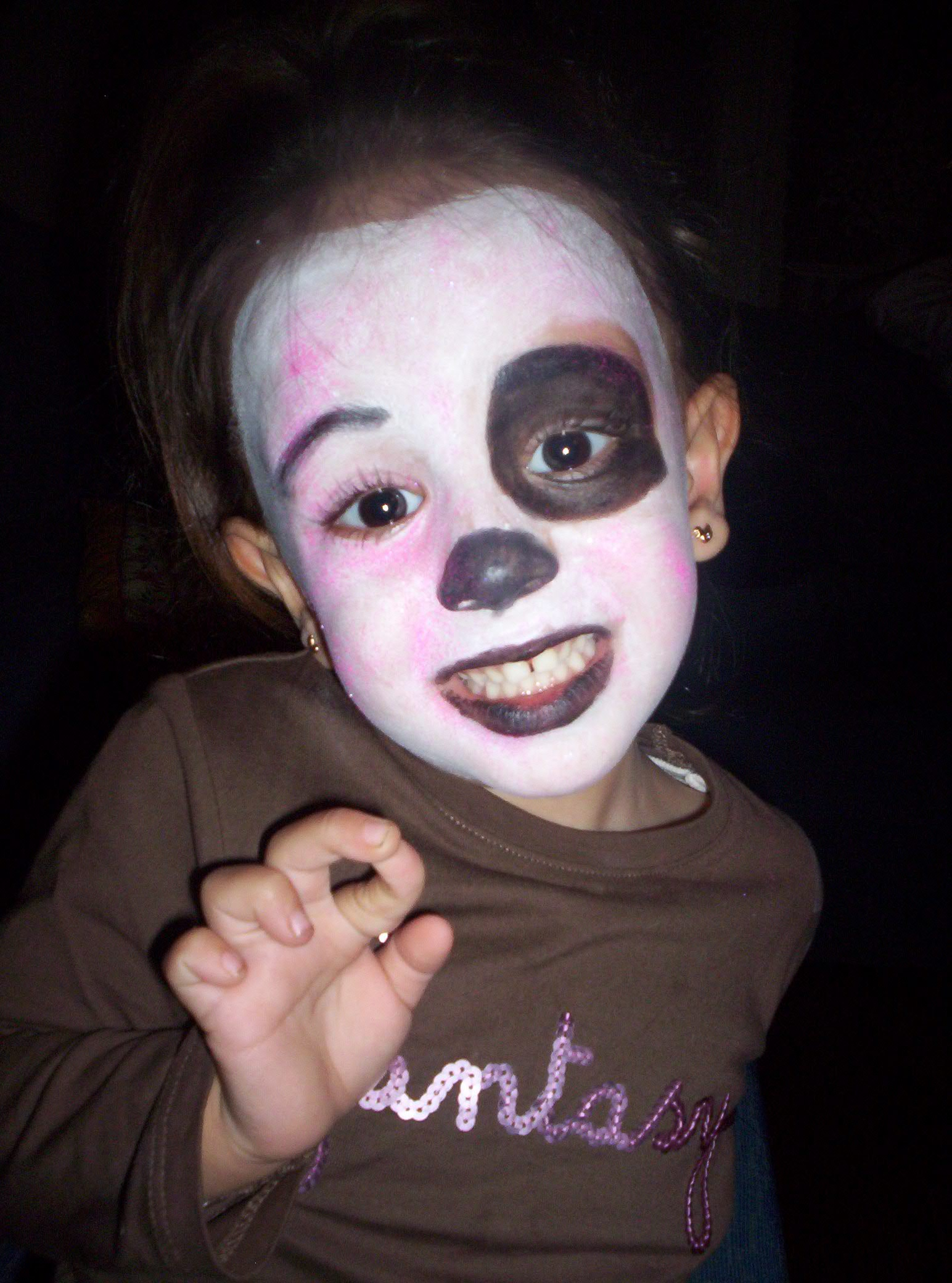
Niña durante el carnaval de Gijón, Antroxu.

Antroxu, Antroidu o Antroiru es el nombre en asturiano del período que comprende los tres días anteriores al Miércoles de Ceniza, día en que empieza la Cuaresma, y que es precedido por el Martes de Carnaval, periodo en el que se celebran las fiestas de carnaval.
Es día festivo en 10 de los 78 concejos asturianos (Gijón, Illano, Las Regueras, Laviana, Llanera, Ribadesella, San Martín del Rey Aurelio, Santa Eulalia de Oscos, Taramundi y Villanueva de Oscos).

## Antroxu de Avilés
Su fiesta grande coincide con el sábado, en el que se realiza el Descenso Internacional y Fluvial de la Calle de Galiana, acto en el que se llena de espuma la cuesta de la calle Galiana para que desciendan por ella los participantes montados en artilugios asemejando embarcaciones mientras son regados con agua por los vecinos.

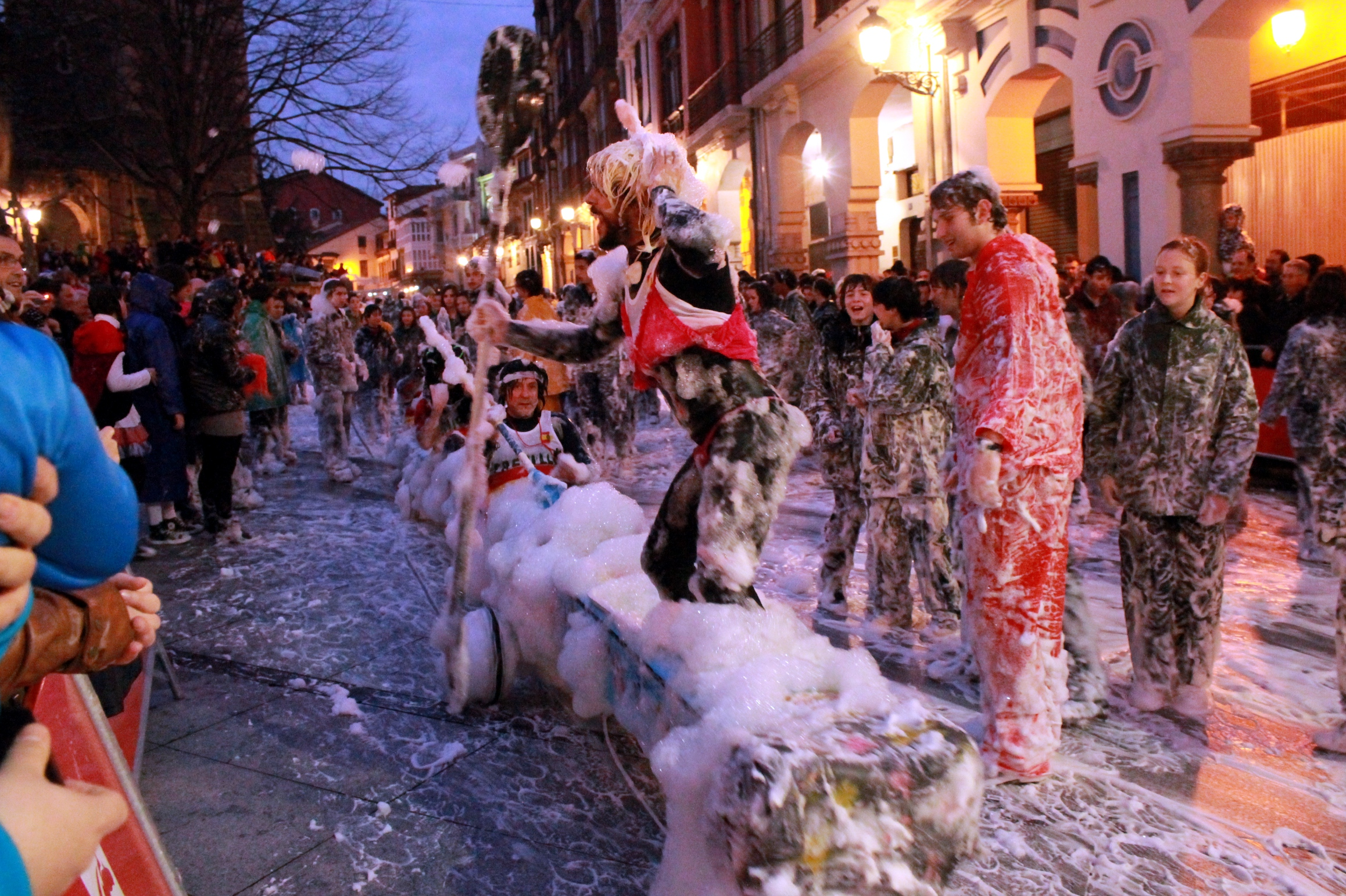
Descenso Internacional y Fluvial de la Calle de Galiana.

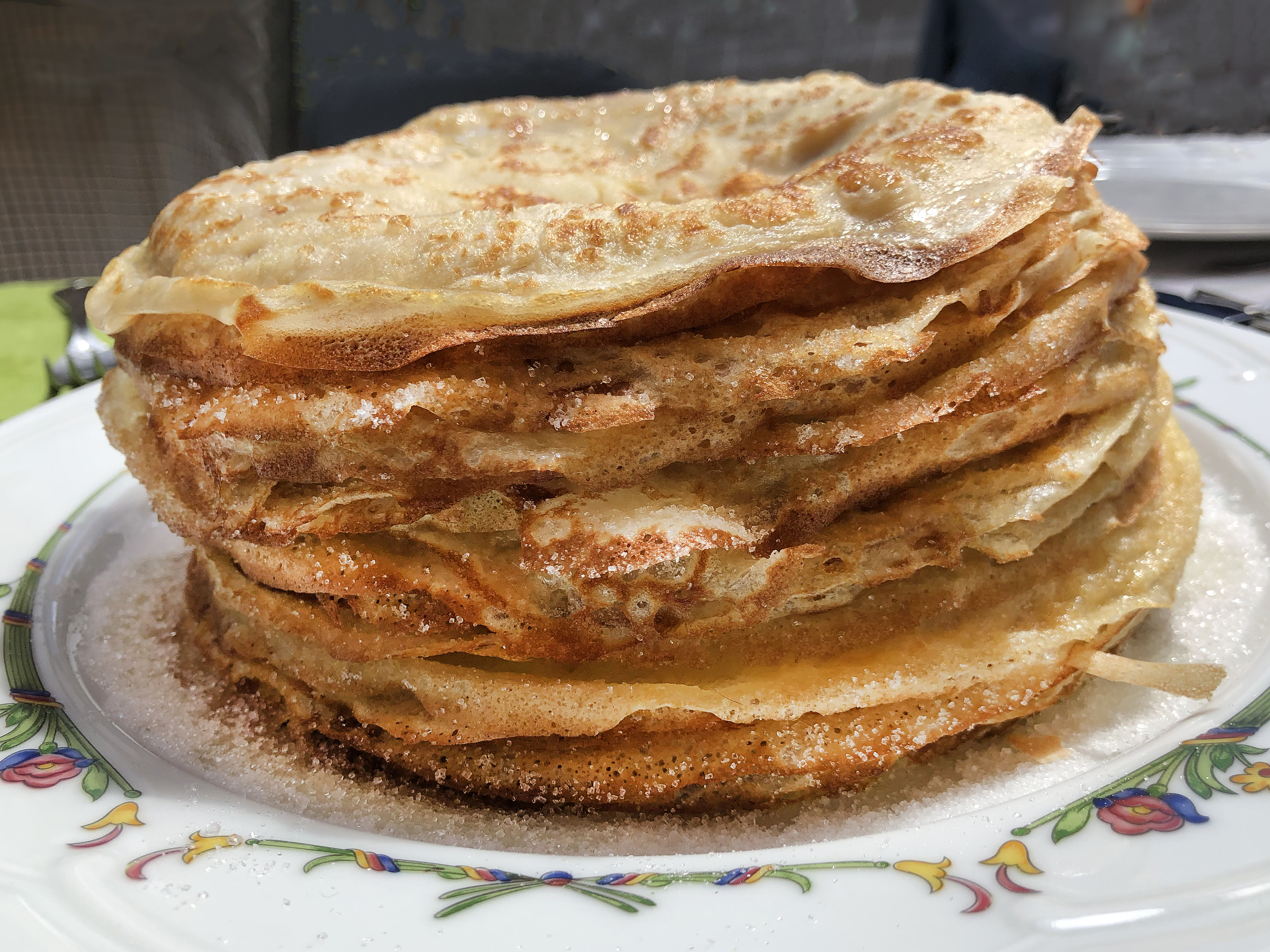
Frixuelos

## Antroxu de Gijón
Fiesta de interés turístico regional. Las fiestas del Antroxu comienzan con el popular jueves de comadres y se alargan hasta el Martes de Carnaval. Durante todos estos días se celebran en la ciudad concursos de disfraces, charangas, pasacalles, el desfile de carnaval, y la lectura del testamento y entierro de la sardina. Durante las jornadas de fiesta se pueden degustar los típicos platos asturianos de estas fiestas en numerosos restaurantes de la ciudad (Pote Asturiano, Frixuelos, Picatostes, etc.).